# Policía de la República de Zimbabue
Policía de la República de Zimbabue:(Zimbabwe Republic Police en Inglés)-(siglas en inglés ZRP- siglas en español PRZ): es la fuerza policial nacional de Zimbabue, conocida hasta julio de 1980 como la Policía de la Sudáfrica Británica.

## Estructura
La fuerza consiste en al menos 39,000 oficiales y tiene su sede en Harare en la Jefatura General de la Policía (PGHQ). El organismo policial está organizada por provincia y comprende a la policía nacional uniformada denominada Duty Uniform Branch Duty Uniform Branch (rama uniformada policíaca) (DUB), por la sección vestida de civil o paisano compuesta por el Departamento de Investigación Criminal (CID) y la Inteligencia de Seguridad Interna de la Policía (PISI) y la policía de tránsito (parte de DUB). Hasta la fecha, hay 17 provincias conocidas que están encabezadas por un comisionado asistente superior. También incluye unidades de apoyo especializadas que incluyen la Unidad de Apoyo Policial (paramilitar) y la policía antidisturbios, una unidad de Seguridad Interna e Inteligencia de la Policía (el equivalente de la Sección Especial de Rhodesia); y unidades ceremoniales y caninas. El mando general de la fuerza es ejercido por el Comisionado General en funciones Godwin Matanga. Lo sustituyen cuatro comisarios generales adjuntos que forman parte del Comité de planificación central (CPC), un organismo de aprobación de decisiones en la PRZ. Los comisionados generales adjuntos también son delegados por cinco comisionados. Esta estructura hace que el Comisionado General, un general de cinco estrellas.

## Formación y Africanización
El predecesor de la Policía de la República de Zimbabue fue la Policía Británica de Rhodesia en Sudáfrica e interinamente fue la policía de Zimbabue Rhodesia.
Después de la independencia en 1980, la fuerza tenía una fuerza de aproximadamente 9,000 miembros del personal regular y otros 25,000 reservistas policiales (casi la mitad de los cuales eran zimbabuenses blancos de ascendencia europea). Después de la independencia, la fuerza siguió una política oficial de "africanización", en la cual los altos oficiales blancos fueron retirados, y sus puestos ocupados por oficiales negros. En 1982, Wiridzayi Nguruve, que se había unido a la fuerza como agente en 1960, se convirtió en el primer comisionado negro de la fuerza. Luego fue sucedido por Henry Mkurazhizha.
El comisionado de policía que sirve en Zimbabue es Augustine Chihuri. Todavía sirve como Comisionado General y su contrato ha sido renovado más de 23 veces desde que se convirtió en comisionado.

## Rangos
- Asistente del Comisionado Adjunto
- Comisionado General Adjunto
- Comisionado General

## Críticas
Desde 2000, la PRZ ha sido criticada por Organizaciones no gubernamentales zimbabuenses e internacionales como Amnistía Internacional por su presunto sesgo político y por lo que se dice que es su parte en lo que muchos describen como una violación sistemática del derecho a la libertad de expresión, asociación y reunión. El comisionado de PRZ, Augustine Chihuri, está abierto acerca de su lealtad política hacia la administración del presidente Robert Mugabe, diciendo en 2001 "Mucha gente dice que soy ZANU-PF. Hoy, me gustaría hacer público que apoyo al ZANU PF porque es el partido gobernante. Si cualquier otro partido llega al poder, renunciaré y dejaré que los que lo apoyan se hagan cargo ". Se dice que la corrupción policial es abundante.